# 4-Starr Collection
4-Starr Collection é um extended play promocional de Ringo Starr & His All Starr Band, distribuído pela Rykodisc em colaboração com a Discover Credit Cards em 1995. As faixas um e quatro foram tiradas de Ringo Starr and His All Starr Band Volume 2: Live from Montreux (gravado em 1992) e as faixas dois e três de Ringo Starr and His All-Starr Band (gravado em 1989).

## Lista de faixas
| N.º | Título                               | Compositor(es)              | Duração |  |
| 1.  | "Yellow Submarine"                   | John Lennon, Paul McCartney | 3:29    |  |
| 2.  | "It Don't Come Easy"                 | Starr                       | 3:00    |  |
| 3.  | "Photograph"                         | Starr, George Harrison      | 4:16    |  |
| 4.  | "With a Little Help from My Friends" | Lennon-McCartney            | 6:41    |  |